# Oulun Energia Areena
Die Oulun Energia Areena (früher Raksilan jäähalli) ist eine Eissporthalle im Stadtteil Raksila der finnischen Stadt Oulu.

## Geschichte
Die Oulun Energia Areena wurde im Jahr 1974 unter dem Namen Raksilan Jäähalli eröffnet und fasste damals 7.600 Zuschauer. Seitdem wurde sie dreimal umgebaut (1988, 1994 und 2004) und bietet nun nur noch 6.614 Zuschauern Platz, davon 1.854 auf Steh- und 4.760 auf Sitzplätzen. 2006 erfolgte die Namensänderung, nachdem ein Vertrag mit dem ortsansässigen Energiekonzern Oulun Energia abgeschlossen wurde.

## Sport
Die Oulun Energia Areena wird hauptsächlich für Eishockey genutzt und ist die Heimarena der Eishockeyvereine Oulun Kärpät und Kiekko-Laser.